# Pultenaea tenella
Pultenaea tenella är en ärtväxtart som beskrevs av George Bentham. Pultenaea tenella ingår i släktet Pultenaea och familjen ärtväxter. Inga underarter finns listade i Catalogue of Life.